# 西竺园
西竺园位于广西壮族自治区梧州市岗岭路珠投岭上，始建于1931年-1935年，于1935年1月落成。为梧州重要佛教圣地，珍藏有《大藏经》共7173卷，在中国佛教界有一定地位。
西竺园是佛教尼姑庵，主要为净土宗的临济派。

## 主要建筑

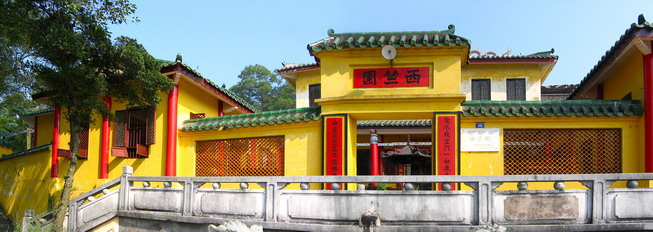
西竺园门楼

- 现存主要佛教建筑有大雄宝殿、观音殿、玉佛殿、祖师堂、功德堂、钟鼓楼等。

- 山门正门有门楼一座，横额为“西竺园”，左右对联为“鸳水绕空门一切众生原有岸；白云开觉路三乘佛法本无边。”穿过山门为天井，大雄宝殿正对着山门，殿内供奉三座佛像，中为佛祖释迦牟尼，左为药师佛，右为阿弥陀佛；两侧有地藏菩萨和观世音菩萨；大雄宝殿楼上是藏经楼，收藏有一套宋朝碛砂版《大藏经》共7173卷。

- 大雄宝殿后山第二级坐落有观音殿，建于1984年底，于1988年4月竣工。占地面积约292平方米。殿门有一幅对联，上书：“慈航普渡一切众生脱离六道登觉岸，甘露偏洒十方同化昄依三宝发菩提”。作者为梧州书法家何虚中。

- 祖师堂和功德堂位于观音殿两侧。均建成于1988年底。祖师堂主要供奉历代祖师，如达摩、玄奘、太虚及历代住持、名僧等。功德堂为佛教徒及其亲人死后寄托亡灵的佛堂。